# FeniXX réédition numérique
La société FeniXX réédition numérique est une société d’exploitation numérique pour l'édition numérique des livres indisponibles du XXe siècle, qui numérise et commercialise exclusivement des livres inscrits au Registre des livres indisponibles en réédition électronique (ReLIRE) qui ne font plus l’objet d’une diffusion commerciale ou d’une publication sous forme imprimée ou numérique.

## Contexte juridique et conditions de création de FeniXX
La modification du Code de la propriété intellectuelle (CPI) du 1er mars 2012 a autorisé la numérisation et la commercialisation de livres publiés en France au XXe siècle (soit publiés entre le 1er janvier 1901 et le 31 décembre 2000) en France et existant uniquement en format imprimé,, ce que la Cour de justice de l’Union européenne (CJUE) a déclaré pratique illégale et contre le droit d'auteur,. En novembre 2016, le registre ReLIRE qui rassemble  la base de données de livres numérisables selon leur inscription à son registre dans le cadre de la loi du CPI susmentionnée qui désignait un corpus de plus de 500 000 livres comme  « Livres Indisponibles du XXe siècle »  (par indisponibles on entend le fait que l’éditeur ne les exploite plus,), est définitivement déclaré illégal par la CJUE.
C'est dans ce contexte que la société FeniXX est créée en 2014 par le Cercle de la Librairie à l’initiative du Ministère de la Culture et du Syndicat national de l'édition, pour réaliser le programme ReLIRE. Elle serait filiale d’Electre. Elle a pour mission d'accompagner les éditeurs en prenant en charge la numérisation et la commercialisation de leurs livres indisponibles passés en gestion collective.
FeniXX est chargée de la numérisation et de la commercialisation des livres indisponibles inscrits à ReLIRE en collaboration avec la Bibliothèque nationale de France qui fournit les exemplaires papier, et la Société Française des Intérêts des Auteurs de l’écrit (Sofia) chargée de la gestion collective des droits d'auteur et d'éditeurs attachés aux livres inscrits dans le programme ReLIRE. Elle convertit des scans de livres issus de la Bibliothèque nationale de France aux formats PDF et ePub3, respectivement répartis à 30 % et 70 % du catalogue.
En 2024, Emilie Delaporte était directrice de FeniXX.

## Volet judiciaire
FeniXX avait été condamnée par la décision de la Cour de justice de l’Union européenne en novembre 2016, estimée non conforme à la réglementation sur le droit d’auteur (arrêt C- 301/15 du 16 novembre 2016). Cette condamnation est confirmée en juin 2017 par le Conseil d’État qui avait sollicité la Cour de justice de l’Union européenne, mais ne concernait toutefois pas les 165 000 licences déjà accordées par la Sofia,. La société a suspendu l’attribution de licences début décembre 2016 à la suite de la décision de la Cour de justice de l’Union européenne et en prévision de l’arrêt du Conseil d’État.
Après l’arrêt du Conseil d’État, ReLIRE ne se poursuit pas, seule continuera l’exploitation des œuvres ayant déjà fait l’objet d’une attribution de licence. Cette condamnation est partiellement levée par un article additionnel au projet de directive européenne sur le droit d’auteur. La France autorise que tout ce qui avait été validé avant la décision de la Cour de justice de l’Union européenne pouvait continuer d’être exploité, en interdisant cependant de produire de nouvelles listes. Le recours du collectif « Le Droit du serf » contre cette décision est pour le moment sans suite.

## Catalogue
Fin 2016, FeniXX a produit et diffusé 36 000 livres numériques, dont 53 % étaient des livres des sciences humaines et sociales, d'histoire, d'économie, et du droit. Aujourd'hui, elle propose 56 000 ebooks. La production d’ePub est repartie en 16 000 fichiers annuels pendant trois ans dont le budget est estimé à 3,3 millions d’euros. Elle collabore avec les collectivités (Prêt numérique en bibliothèque ; et Cairn.info pour les universitaires).
La société présente « un catalogue de 60 000 références, dont plus de la moitié appartiennent aux catégories Sciences humaines et Histoire ». Ses livres sont notamment répartis entre ces thématiques : Sciences humaines et sociales, Biographies, Féminisme, Beaux Arts, Écologie, Europe, et littérature. Son distributeur est Eden Livres.

## Investissements et chiffres d'affaires
FeniXX a bénéficié de deux subventions se chiffrant au total à 346 128 €, et son actionnaire principal, Cercle de la librairie, a investi un capital de 1,6 million €. Le montant du budget global investi pour ReLIRE par la Caisse des Dépôts et Consignations (CDC), le Centre national du livre (CNL) et la Sofia s'élèverait à 14,75 millions €.
La société a commencé les ventes de ses ebooks à partir de septembre 2015, et réalise un chiffre d’affaires de 11 100 € lors des quatre premiers mois. Par mois, la société vend en moyenne 3 500 ebooks, pour un prix moyen de 7 €. En 2018, le chiffre d'affaires de FeniXX serait de 240 000 €, pour 85 400 € de pertes. Sur les ventes, les éditeurs ayants droit perçoivent une commission d’exploitation de 10 % sur le prix public hors taxes de chaque ebook vendu.